# The Academy: The First Riddle
The Academy: The First Riddle est un jeu vidéo d'aventure et de puzzle développé par le studio croate Pine Studios et édité par Snapbreak Games. Il est publié le 19 juin 2020 sur Windows, macOS, iOS et Android. Par la suite, le jeu sera adapté sur Nintendo Switch.
La trame du jeu s'inspire largement de la saga cinématographique Harry Potter et de la franchise vidéo-ludique Professeur Layton. Le joueur incarne un lycéen, Sam, qui rejoint l'Académie d'Arbor, une institution fondée en 1540.

## Système de jeu
The Academy: The First Riddle est à la fois un jeu d'aventure et de puzzle. Le joueur parcourt les salles de l'académie afin de poursuivre l'histoire. Le jeu propose environ 200 énigmes.

## Accueil
Le jeu reçoit des critiques mitigées, sa version PC obtenant un score de 59 sur 100 sur Metacritic pour un total de neuf critiques (huit mixtes et une négative). Shacknews lui attribue une note de 6 sur 10, critiquant les personnages et le dialogue comme dénoués d'intérêt. Enfin, Peter Mattsson de Adventure Gamers lui attribue trois étoiles sur cinq, citant des mécanismes de puzzle maladroits et limités, mais louant ses graphismes et sa durée.
Pocket Gamer rend un verdict similaire pour la version iOS et Android du jeu, louant son cadre mystérieux et vibrant, mais critiquant les commandes et les énigmes, lui donnant également trois étoiles sur cinq.